# 満洲国国有鉄道
- 満洲国国有鉄道
- 滿洲國國有鐵道
- 満州国国有鉄道

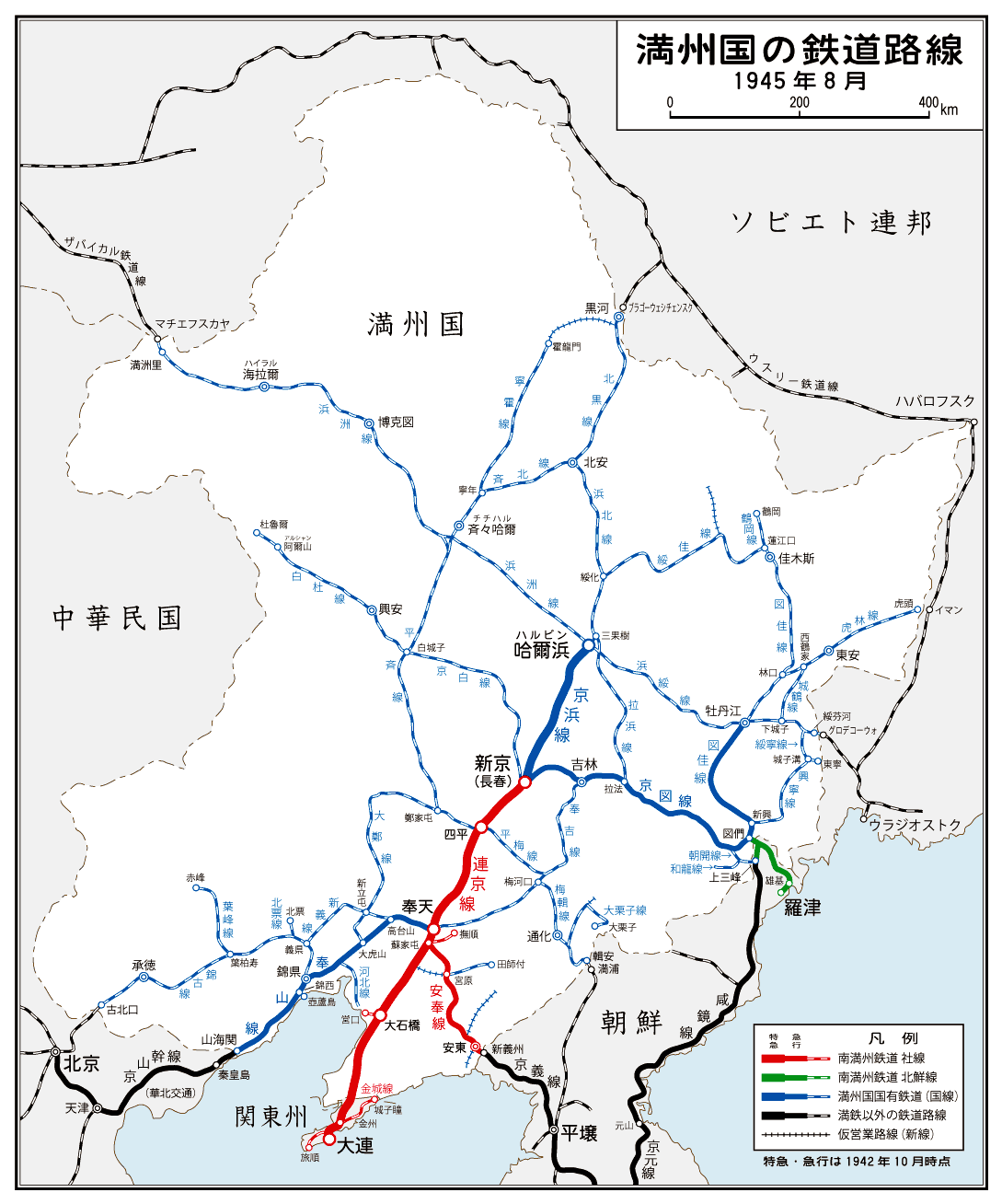
満洲国の鉄道路線図
青が国線（満洲国有鉄道）、赤と緑が社線（満鉄）

満洲国国有鉄道（まんしゅうこくゆうてつどう）は、満洲国交通部が主に満洲中部・北部に所有していた国有鉄道。通称「国線」。現地新聞などでは単に「国鉄」とも呼ばれた。
運営や建設は南満洲鉄道に委託され、事実上は大日本帝国政府および陸軍(関東軍)の影響下に置かれて管理された。

## 歴史

### 列強による鉄道敷設競争
中国大陸における列強の利権分割は、満洲では主に鉄道利権の奪い合いという形で現れた。日清戦争終結後、清国の負った対日賠償金への借款供与を申し出たロシア帝国は、清国に見返りを求め、これに応じた清国との間で1896年の露清密約締結に至る。この露清密約で清国は、ロシア軍の国内移動を容認するとともに、黒竜江省と吉林省を通過してウラジオストクへ至るシベリア鉄道の延長敷設権（東清鉄道）を許可しており、この密約によってロシア帝国は満洲における権益拡大を清国に了承させることに成功した。1900年の満洲では、アムール川事件などの大虐殺も発生するような不穏な情勢下となっていた。
しかし、日露戦争後のポーツマス条約並びに日本国と清国間で協議された満洲善後条約（1905年）によって、南満洲鉄道（以下「満鉄」）の吉林までの延伸と日本陸軍の常駐権、また同鉄道に併行する鉄道建設の禁止等を清国が了承したことで、満洲におけるロシア帝国の権益は低下し、日本側の権益が拡大した。こうした背景から、1907年以降、満洲の鉄道利権は東清鉄道を運営するロシア帝国と南満洲鉄道を運営する日本に二分された。一方で中国資本の入った鉄道路線は満洲の西隅を走っている北京 - 山海関 - 奉天（現・瀋陽）間の京奉鉄路の他、満洲中部にもいくつか存在はしていたものの、前者はイギリス系の香港上海銀行の借款によって建設されていて純粋な中国資本の路線ではなく、後者に至っては1913年10月に日本と中華民国間で結ばれた「満蒙五鉄道覚書」と、1918年に路線を組み直して改締された「満蒙四鉄道覚書」を根拠として、日本が借款契約を行って敷設したもので、実質的には日本の利権路線であった。
このように列強が清国の利権を牛耳っている状況に対し、中華民国成立後の1922年頃から、列強を排して中国側に利権を取り戻そうとする政治・軍事活動「国権回復運動」が始まった。満洲ではこの運動が鉄道にも及び、日本に対しては満鉄への攻撃となって現れることになった。
これを後押ししたのが、当時満洲を実効統治していた奉天軍閥（東三省政権・東北政権）である。張作霖率いる当軍閥は、当初は日本に協力的であったものの、この頃には距離を置くようになり始めていたためである。鉄道に関しても独立姿勢を見せ、1924年には東三省（遼寧省・吉林省・黒竜江省）の交通を管理するための「東三省交通委員会」を設立して、中国資本の鉄道を敷設し始めた。日本側もこれに対抗して1927年にさらに5つの鉄道路線の敷設権を張作霖に認めさせたが、奉天軍閥側も負けじと鉄道建設を続行する。
ここで出て来たのが、かねてから奉天軍閥の離反を何とかしたいと思っていた関東軍であった。彼らは1928年6月4日に張作霖を暗殺（張作霖爆殺事件）、奉天軍閥を恫喝したが、後を継いだ張学良は態度を硬化させて南京国民政府に合流、徹底した「反日」を掲げて行動し始めた。
その行動は鉄道政策にも現れた。張学良は軍閥を継ぐや、東三省交通委員会を「東北交通委員会」に改組するとともに、満鉄の路線を包囲して兵糧攻めとする作戦に出た。彼はまず京奉鉄路の途中から分岐する葫蘆島支線の終点・葫蘆島に新港を建造し、そこを起点に満鉄を東から西から並行して取り囲むような路線網を計画したのである。
これは満鉄にとっては手痛い打撃となった。互いに何十キロも離れての並行ではあったが、それまでそこを遠しとしても満鉄に運ばれていた貨物が、中国側に流れてしまったからである。また、1913年・1918年に交わした覚書中にある路線まで先を越されて作られ、現有していた鉄道敷設権も危機に瀕することになる。日本側は、日露戦争終結時に「満鉄の並行路線は作らない」とした「満洲善後条約」に反するとして猛抗議をしたが、並行線の定義がないこともあり、奉天軍閥は一切聞く耳を持たず、鉄道をめぐる両者の対立は深まって行った。

### 満洲国成立と利権引継
この鉄道を含む日本と奉天軍閥との対立という膠着状態を破るため、関東軍は行動を開始。1931年9月18日にいわゆる柳条湖事件による自作自演を行って奉天軍閥に罪をなすりつけ、一気に交戦状態へと持ち込んだ（満洲事変）。
この交戦により、奉天軍閥は10月には崩壊。東北交通委員会も自然解散となったため、代わりに関東軍によって同年10月23日に「新東北交通委員会」が組織され、鉄道運営を一時的に引き継ぐことになった。
その後、翌1932年2月に関東軍は満洲全土を占領するに至った。彼らは国際輿論の批判避けや軍内部の支持取りつけのために傀儡政権の樹立を目論み、同年3月1日に満洲国を成立させた。
これにより新東北交通委員会が請け負っていた鉄道運営は、「満洲国交通部」（交通省）が引き継ぐことになった。ただしこの時点ではまだ国有鉄道の扱いではなく、奉天軍閥など中国側が持っていた利権を引き継いだのみで、各鉄道会社は独立した状態であった。

### 成立と運営委託
その独立状態がしばらく続いた後、翌1933年2月9日に鉄道を全て国有とし、必要があれば接収するという「鉄道法」が公布され、即日施行された。これに基づき、同時に交通部は各鉄道会社を接収するという訓令を出して即日路線を接収、ここに「満洲国有鉄道」が成立した。
しかしさらに同時に、国有鉄道として接収後、即日その運営を満鉄へと委託する旨が訓令で続けて出された。つまり接収即委託という手続を取ったわけであり、満洲国交通部は一度も自前で国有鉄道の運営を行うことなく、満鉄に現業部門の全てをまかせて裏に引っ込んでしまったのである。
この時接収された鉄道会社は、以下の9社である。
- 奉山鉄路（山海関-奉天・皇姑屯-奉天総站・打虎山-通遼・溝幇子-営口・錦県-口北営子・金嶺寺-北票・連山-葫蘆島）

1899年に清が京奉鉄路関外延長線として山海関-河北間を開通させたのを最初とする満洲最古の鉄道。支線を含めた全通は1927年である。京奉鉄路の一部であったが、1932年1月9日に独立した。なお営口駅は満鉄営口線にあった既存の営口駅とは別駅で、後の河北駅である。
- 瀋海鉄路（奉天-海龍-朝陽鎮・沙河-西安）

元は1913年の「満蒙五鉄道覚書」および1918年の「満蒙四鉄道覚書」によって日本が敷設権を持っていた路線であったが、建設の見通しが立たなくなったため、1924年に中国側で敷設することを承認。東三省交通委員会によって改めて計画・建設が行われた路線で、1928年8月に全通した。当初は半官半民であったが、全通時には事実上官営となっていた。なお当初は奉海鉄路と称した。満鉄との並行路線の一つであり、満鉄包囲網の一部をなした。
- 吉海鉄路（朝陽鎮-吉林）

瀋海鉄路の建設に伴い、吉林省が計画・建設した路線。1929年8月に全通した。瀋海鉄路と連絡運輸を行い、奉天-吉林間をつなぐ役割を果たしていた。1913年の「満蒙四鉄道覚書」による路線と並行していた上に、満鉄との並行路線の一つともなり、満鉄包囲網の一部をなした。
- 吉長吉敦鉄路（新京-吉林・吉林-敦化・蛟河-奶子山）

元は吉長鉄路と吉敦鉄路の2社で、いずれも日本と清および中華民国の借款契約による合弁会社であった。吉長鉄路は1912年10月全通、吉敦鉄路は1928年10月全通で、いずれも満鉄が委託経営を行っていた。満洲内の鉄道の中でも特に短い路線で、2社に分割しておくと経費がかかりすぎるとの理由から、中華民国政府に対する説得の末両者を1931年11月に合併した。
- 四洮鉄路（四平街-鄭家屯・鄭家屯-通遼・鄭家屯-洮南）

1913年の「満蒙五鉄道覚書」による路線。1923年11月全通。1931年に単独で満鉄への経営委託を行う協定を結んだが、最終的な委託は国有化後になった。
- 洮昂鉄路（洮南-昂昂渓）

奉天軍閥当局が1924年9月に南満洲鉄道（満鉄）と洮昂鉄道建設請負契約を締結、翌年から満洲鉄道が敷設工事を行った路線で、1926年7月に上記の区間が全通した。区間の開通後、奉天当局が工事費の支払いを履行しなかったことから、区間完成引き渡しが懸案事項となっていたが、1933年の満洲国による接収によって支払い問題が解決し、事実上の満鉄による経営に落ち着いた。本来は斉斉哈爾までの敷設予定であったが、ソ連と奉天軍閥の交渉が長引いたことから手前で打ち切りとなった。その後の経緯は斉克鉄路の項参照。なおこの昂昂渓駅は中東鉄路西部線の昂昂渓駅とは別駅で、後の三間房駅である。
- 洮索鉄路（白城子-懐遠鎮）

1927年に奉天軍閥に敷設を認めさせた5つの鉄道路線の1つに当たる。ただし実際に計画・建設を行ったのは東北交通委員会で、満鉄包囲網の一部をなす路線として建設された。1931年2月に途中まで開通した状態で引き継がれた。
- 斉克鉄路（昂昂渓-斉斉哈爾・楡樹屯-東昂昂渓・斉斉哈爾-泰安・寧年-拉哈）

本来の計画路線は斉斉哈爾より北側のみで、南側の昂昂渓（後の三間房）-斉斉哈爾間は元は洮昂鉄路の計画路線であった。南側区間は、ソ連が北京政府や奉天軍閥に対して鉄道経営への参入を強く求めて、交渉材料として東清鉄道との線路交叉を問題視したことから、敷設工事が塩漬け状態となっていた。1928年に東北交通委員会が建設を強行したことでソ連側が譲歩したものの、どこの会社の路線か宙ぶらりんとなっていたのを、斉斉哈爾-克山間の建設開始により当鉄路に所属することになったものである。なおこの路線に関係し、北満鉄路の昂昂渓駅に接続している斉昂軽便鉄路への連絡線として、楡樹屯-東昂昂渓間を結ぶ路線も開業している。本体の斉斉哈爾-克山は、1932年12月に北満開発が泰安-克山まで途中開通させたところで接収となった。
- 呼海鉄路（馬船口-海倫）

清末に黒竜江省が計画した鉄道であったが、辛亥革命で一度頓挫、次にロシアと借款契約を行ったもののロシア革命でもう一度頓挫し、1925年にようやく半官半民で建設が開始された。1928年12月に全通。起点の馬船口は哈爾浜の対岸に当たる場所であり、そこから北へ路線を延ばしていたため、哈爾浜を中枢としていた中東鉄路と利害関係が衝突。孤立したまま接収された。接収に伴い各鉄道会社は「鉄路局」（例：奉山鉄路→奉山鉄路局）となり、その路線は旧社名をつけて路線群として呼ばれた（例：奉山鉄路各路線→奉山線）。しかし実際には接収前の鉄道会社がそのまま横滑りしたにすぎず、奉天など各路線の主要都市にいくつもの鉄路局が重複して所在するという、国有鉄道としては荒削りな組織体制であった。

### 鉄路総局の設置

鉄路総局→鉄道総局局章

運営委託からほぼ1ヶ月後の1933年3月1日、満鉄ではこれら満洲国有鉄道の運行管理を行うため、奉天に「鉄路総局」と呼ばれる運行統括部署を、大連に「鉄路建設局」と呼ばれる建設部署を設置した。なお、これにより満鉄が本来所有する路線を「社線」、国鉄線を「国線」と呼ぶようになった。
ただしこの鉄路総局は満鉄の部署ではあったものの、その設置や運営には満洲国政府の裏で隠然たる勢力を誇っていた関東軍が強く関与していた。関東軍は自分たちが占領した満洲の鉄道を軍事輸送線として活用することを考え、その利権を掌握せんと以前から動いていた。この鉄路総局設置の際は、それをさらに進めて関東軍が満鉄に対し強い管理権・統制権を持つと規定した「鉄道港湾河川の委託経営並新設等に関する協定」を結んでおき、彼らの側で部署名を決定したり営業報告を行ったりと、まるで関東軍の一部署であるかのような扱いを行った。そもそも別の部署を作ったこと自体も、満鉄の会計と別会計にしておくことで関東軍が自由に出来るようにするという含みがあった。
これに対し、満鉄側には強い不快感を示すむきがあった。本業が鉄道会社である自分たちに対し、過度に関東軍が介入どころか統制するようなやり方で頭を押さえつけて来ていることや、別の協定で満鉄の収益が関東軍に流れるようにされた上にわざわざ一定の金を払うように決められたりと、関東軍が露骨に満鉄の利益を貪ろうとしているのが明らかだったためである。「鉄道港湾河川の委託経営並新設等に関する協定」自体も関東軍司令官と満鉄総裁の間の協定であったため、ここに権限がないはずの関東軍がからむのはおかしい、やるならばきちんと満洲国政府や日本政府を通せ、という声まで上がった。
また関東軍側が示した計画路線も、ほとんどが軍事路線であり、鉄道経営の面からはとても採算の取れる路線でないものも少なくなかった。それどころか、総局が立てた路線計画にも介入し、収益の上がる線区を「軍事的に重要でない」として無理矢理変更したり、削除したりするという行為に出た。これは鉄道会社である満鉄には承服しかねることであったが、関東軍の勢いの前に従うよりほかなく、泣き寝入りを強いられる。このような軋轢により、これ以降協力関係にあった関東軍と満鉄の関係は急速に悪化し、互いに不信すら抱くようになって行った。
一方、鉄路総局・鉄路建設局は計画通りに次々と新線の建設を進めた。これにより路線群の統廃合が進み、路線名も変更が進んだが、いまだに鉄路局は以前のままであった。そこで1934年4月1日にただ接収前の本社を流用しただけの鉄路局を根本的に見直し、奉天・新京・哈爾浜・洮南の4鉄路局に統合した。

### 北満鉄路接収と鉄道総局
鉄路総局時代のもっとも大きな出来事は、元東清鉄道の北満鉄路接収である。国鉄成立時には中国系資本の鉄道は接収出来ても、ロシア資本である同社までは手が回らなかったのである。しかし、新線建設により国鉄側が包囲をかけたことや、そもそもロシア側にとって他国内を通らなければならないということで路線自体の価値が失墜しており、最終所有者であったソビエト連邦政府にとって重荷になっていたことから、ソビエト側は接収に応じることになった。
そして1935年3月23日、北満鉄路は鉄路総局によって接収され、国鉄線の一部となった。この際、5フィートであった軌間を標準軌に改軌することになり、2年かけて工事が進められた。殊に新京-哈爾浜間は本線につながる路線であり、また特急「あじあ」の哈爾浜乗り入れに必要な路線であることから、1935年8月31日の未明、沿線に2500人余りの保線夫をずらりと配置し、始発までのわずか3時間で一気に線路をずらして改軌を終えたという話は、現在も語りぐさとなっている。これにより、満洲の鉄道はごく小さな路線を除き、全て満鉄か国鉄かのどちらかとなった。

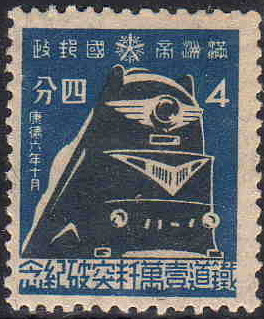
鉄道壱万粁突破紀念切手（1939年10月21日発行）

これにともない、満鉄では鉄路総局・鉄路建設局、そして満鉄の鉄道部を全て統合し、1936年10月1日に「鉄道総局」として改組した。これは実質的な経営統合であり、満洲内の鉄道を統括する大事業者として君臨することを意味する一方、ますます国鉄からは本来の所有者である「国」の色が薄れることになった。またこうして満鉄と国鉄の経営統合を行ったことは、国鉄を自分たちの自由にしたいと思っていた関東軍の意向をくじくものであり、満鉄にとって目障りな存在となっていた関東軍に一矢報いた形となった。
この間にも新線建設は続き、ついに1939年には総営業キロ1万キロを達成した。この時は満洲国でパシナ形機関車を図案にした記念切手が発行されたり、満鉄自身も盛大な記念式典を挙行したり達成記念の映画を作ったりと祝賀ムードとなった。
路線計画の方はこの1万キロ超えの時点で一段落し、後は細々した支線を建設するだけとなっていた。こうして全盛の状態で、太平洋戦争を迎えることになる。
開戦後、戦時体制強化の要請に応じるために会社業務の機能強化や機構の簡素化・効率化を目的とした組織改革が行われることとなり、1943年5月1日に本部機能が新京へ移転するとともに、鉄道総局が廃止されて業務が本部に継承されることになった。この改革により国鉄は完全に満鉄と融合した状態で終戦に至った。

### 終戦後
1945年2月のヤルタ協定により、ソビエト連邦が日本国に対する戦争に参加することを米英ソで協定した。その条件のなかに南満州鉄道は、中ソ合弁会社を設立して共同運営する。また、大連港におけるソビエト連邦の優先的利益を擁護し、この港は国際化し、またソビエト連邦としての旅順の租借権は回復するとある。
1945年8月9日、ソビエト連邦軍は日本に対して宣戦布告し、満洲に侵攻した（ソ連対日参戦）。その後、同年8月15日に日本がポツダム宣言を受諾、終戦である旨が2日後の8月17日に満洲にも伝えられた。
これにより、翌8月18日に満洲国皇帝・愛新覚羅溥儀が退位して満洲国は崩壊。また関東軍は満鉄に戦後処理をまかせて事実上撤退してしまった。所有者がなくなり、さらにもう一つの統率者がいなくなったことにより、国鉄線は「国有鉄道」でなくなったばかりか、経営委託などという話も完全瓦解し、全て満鉄が自社の路線として背負うことになった。
8月20日にはソビエト連邦軍により満鉄本社が接収され、9月22日には中国側の受け皿である「中国長春鉄路」の発足により、満鉄自体が終焉を迎える。これにより既に「国有鉄道」たるべき要素を失っていた満洲国有鉄道もまた、最終的な終焉を迎えたのであった。

### 年表
- 1931年（昭和6年）9月18日 - 柳条湖事件発生、満洲事変始まる。
- 1931年（昭和6年）10月23日 - 奉天軍閥崩壊により、鉄道運営引継機関として「新東北交通委員会」が発足。
- 1932年（昭和7年）3月1日 - 満洲国成立に伴い、新東北交通委員会の持つ鉄道権益を「満洲国交通部」が引き継ぐ。
- 1933年（昭和8年）2月9日 - 鉄道法公布、即日施行。これにより交通部が即日各鉄道を接収し「満洲国有鉄道」成立。即日満鉄に経営委託される。
- 1933年（昭和8年）3月1日 - 満鉄、満洲国有鉄道の運行管理・建設を行うための部署として、奉天に「鉄路総局」、大連に「鉄路建設局」を設置。
- 1934年（昭和9年）4月1日 - 9鉄路局を4鉄路局に統廃合。
- 1935年（昭和10年）3月23日 - 北満鉄路を接収。
- 1936年（昭和11年）10月1日 - 鉄路総局・鉄路建設局、満鉄鉄道部を全て統合し、「鉄道総局」として改組。
- 1943年（昭和18年）5月1日 - 鉄道総局廃止、業務が新京本部に継承される。
- 1945年（昭和20年）8月9日 - ソ連対日参戦によりソビエト連邦軍が満洲に侵攻する。
- 1945年（昭和20年）8月18日 - 満洲国皇帝・愛新覚羅溥儀が退位し、満洲国崩壊。国有鉄道としての枠組みがなくなり、満鉄の一部となる。
- 1945年（昭和20年）8月20日 - 満鉄本社、ソビエト連邦軍により接収。
- 1945年（昭和20年）9月22日 - 「中国長春鉄路」の発足により、満鉄とともに完全な終焉を迎える。

## 路線
満鉄社内で「国線」と呼ばれた路線と同一である。接収された路線ばかりでなく、国鉄成立後に新設された路線、また買収路線も一部を除いて国鉄線とされ、「国線」の中に入れられている。
路線一覧は「南満洲鉄道#国線」を参照のこと。

## 社線との相違
満鉄内において「国線」と称された満洲国有鉄道は、満鉄本来の路線である「社線」と特に区別することなく相互直通運転を行っていたほか、旅客制度などもほとんどが共通であり、ほぼ一体化していた。ただし、以下の面においては厳然たる区別が存在した。

### 車輛
社線と国線の車輛は同形式のものが用いられていたが、その一方で国線には元々が私鉄を接収した路線ということもあり、かなり遅くまで各社から引き継いだ車輛が残されていた。
国鉄発足の際に接収した路線については、機関車と客車で明暗が分かれた。機関車は形式こそばらばらであったものの、基本的な車体構造は満鉄の機関車とほぼ同じであったり、それどころか満鉄の工場で製造されたものもあったりと、著しく規格外れな車輛はなかった。このため接収後しばらく旧番号で使用された後、1933年10月に行われた称号統一で国線の機関車として満鉄式の称号を与えられて長く使用された。
一方、客車は満鉄の客車と比べると規格外れ、雑多で特異というべき規格の車輛が極めて多く、そのまま使用し続けることが無理であった。このため満鉄側ではこれらの雑多な車輛に「9」のつく形式（「ハ9」など）や旧鉄道会社名＋形式（「瀋海ロネ1」など）という特殊な形式を与えて使用し、徐々に廃車として行った。
また1935年接収の旧北満鉄路の車輛については、規格の違いが特に激しいものとなった。これは北満鉄路が軌間5フィートであり、車輛もその規格に合わせてあったためで、社内では「広軌車輛」と呼ばれた。これらの車輛は、高い車高に旧式のバッファ式連結器、客車の場合は暖房が個室でストーブをたく独立暖房方式であったりと、全てが満鉄の車輛と違う異端児であった。
このような事情のために他の車輛と同じ扱いは出来ず、機関車は通常の称号＋アルファベットのつく形式（「テホA」など）、客車は通常の称号＋「オ」のつく形式（「ハオ」など）を付与されて使用された。その後、旧北満鉄路の路線の標準軌への改軌が進んだ際も、老朽車が多いことから基本的に改造を行わない方針が採られたため、これらの車輛は改軌に追われて北満をさすらいながら次々と廃車されて行った。
一部の例外として、機関車では車齢の若いデカA形44両・ダブA形6両が標準軌仕様に改造され、それぞれデカニ形・ダブロ形→サタイ形として国線の機関車に組み入れられ、客車でもごく一部が改造を受けて引き続き使用された。ただし終戦まで国線の車輛として務めを全うしたのは機関車のみで、客車は長続きせず1943年頃までに全て廃車となっている。
なお未改造の機関車も全てが全て廃車になったわけではなく、営業用に使用されなくなった後、哈爾浜にあった哈爾浜工場に多い時で100両近く、最終的には70両ほどが留置されていたことが確認されている。使用出来ない車輛を残していた理由については判然としていないが、市原善積編『南満洲鉄道 鉄道の発展と機関車』では仮想敵国として警戒していたソビエト連邦と戦闘状態になった際、ソ連側の鉄道へ乗り入れられるようにするために残してあったのではないかと推測されている。
ちなみにこの旧北満鉄路区間の改軌前、引き継がれた機関車に混じって、社線と同形の機関車が5フィート軌間・バッファ式連結器の仕様で投入されて使用されていたことがある。改軌後は再び改軌と連結器改造を受け、そのまま国線の車輛となった。

### 車輛配置
上述私鉄からの接収車輛以外の国線の車輛は、社線とまったく同一形式のものが、社線と国線に分割配置されたり、社線から国線に転属したりする形で配置されていた。この際、社線所属の車輛か国線所属の車輛かで厳密な区別が行われた。
機関車では当初は社線と同じ形のものであっても、国線所属の場合は社線の後追いで新形式が作られ、番号は5000番台もしくは6000番台以降が付与された。社線からの転属の場合も、わざわざ新形式に形式を変更して転属させていた。しかし国線の営業距離の伸展や車両数の増加、さらには子会社・華北交通の発足により、従来のやり方では煩雑すぎて整理がつかなくなったため、1938年4月に称号を改正、社線と同じ形のものは同一形式に戻し、番号のみを501-1000として区別するようにした。
客車は長らく区別がなかったが、1938年4月の改正時から三等車は2001-4000、それ以外は201-400を付すことで区別するようになった。
動車は経営委託当時、形式記号の頭に「国」をつけた新形式を充てており、軽油動車については車番も2000番台を付番していた。この取扱は1938年4月の改正時に廃止され、形式整理の上、揮発油動車と軽油動車の国線所属車車番を200番台とした。
なお国線では、長く称号規程が整わなかったこともあり、国線所属の車輛の車体にレールの中央に雲をたなびかせた鉄路総局→鉄道総局の局章（上記参照）をつけて視覚的に区別していた。ただしこれも1938年4月に廃止された。

### 運賃・料金
旅客制度上、国線には社線と共通の旅客規程が多数存在し、大きな違いはなかった。ただし運賃や料金は通貨単位が異なったこともあって長いこと違いを生じ、特に社線と国線を直通する場合の運賃・料金の計算法や徴収方法については時代によって幾度か変遷した。
国鉄の成立後すぐの頃は、社線・国線の直通の際は「連絡運輸」とし、連絡乗車券を発行して運賃を徴収していた。これは満洲国成立前、国線の元になった私鉄と連絡運輸協定を結んでいたのをそのまま適用したものである。通貨は社線が朝鮮円、国線が従来から使用されていた銀貨で、社線・国線を別々に計算した後、それぞれ路線ごとに定めた換算率に基づき、乗車券を購入する駅の属する路線の通貨に換算して加算してから徴収していた。たとえば大連-新京-吉林間の乗車券を大連で買った場合は社線に属するので朝鮮円、吉林で買った場合は国線に属するので銀貨での支払いとなった。この連絡乗車券の発売駅も協定により限られており、大きな駅でしか買うことが出来なかった。
満鉄はこの方式を鉄路総局発足後も続け、協定のなかった路線に対しては連絡運輸協定を新たに締結することで対処。旧通貨である銀貨類の回収が進んで満洲国の法定通貨・満洲国圓が広く出回るようになった後も、条文中の国線の通貨を「満洲国圓」に改正し、「社国線連絡運輸換算率」として換算率を一本化するのみで済ませていた。
しかし1934年4月1日からこれらの雑多な連絡運輸協定を全廃、全線共通の規程として一本化したことにより、社線の通貨は朝鮮円で円・銭単位、国線の通貨は満洲国圓で元・角・分単位と正式に規定され、乗車券の運賃も全てそれで表記されるようになった。また発売駅も簡易駅や特殊な駅以外全駅となり、利便性が向上した。一方直通運賃に関しては、当時の満洲国圓は銀本位制で、金本位制の朝鮮円とは等価ではなかったため、社線・国線を別々に計算してから、満鉄が定期的に発表する換算率に基づいて、発売駅の属する路線の通貨に換算、加算して徴収する旧態依然の方法によっていた。
このように不便で煩雑な運賃計算法には不満の声も強かった。そこで1935年10月3日に日朝満の鉄道首脳が集まって開かれた会議により、満洲国圓が実質的な管理通貨となって銀価に縛られなくなっていたことから、10月5日より「満洲国圓＝朝鮮円」の扱いとすることが定められた。これにより社線の朝鮮円の1円と、国線の満洲国圓の1元が等価値となったため、直通運賃の計算は社線・国線直通の際には別々に運賃を出して数字を合算、社線の駅では朝鮮円で、国線の駅では満洲国圓で同じ額面となるように払えばよくなり、極めて容易なものとなった。また1938年1月1日からは、国線→社線→国線と乗る場合や、社線→国線→社線と乗る場合、前者は国線の営業キロを通しで、後者は社線の営業キロを通しで計算するという規定も定められた。
だが1940年12月1日、満鉄が社線増収のために賃率を国線と同一化するとともに、さらに「社線・国線の営業キロを互いに打ち切らず通しにする」という規則改正を行ったため、上記のような社線・国線それぞれ別々に運賃を出して足すという運賃計算法は消滅し、以後社線・国線の直通運賃は単純に両者の営業キロを足して賃率をかければよくなり、さらに計算が簡素化した。ただし1941年10月1日からは通行税が課せられ、距離に比例して所定の金額が加算されるようになった。
賃率も長いこと社線とは別個であり、当初は線区によってばらばら、1934年4月1日に鉄路総局が運送規則を定めた際にも4つに分かれていたが、1936年2月1日からは統一され、社線よりやや高めの設定で固定された。しかし上述の通り1940年12月1日に社線が賃率を改訂して国線に合わせ、さらに運賃制度上社線と国線の区別を廃止したことから、社線と同一の賃率となり、改正も同時となった。
特急料金・急行料金は、初期の頃は特急料金の設定自体がなく、急行料金は社線とは異なる料金体系であった。当時は社線と国線を直通する急行列車がなかったため、この急行料金は純粋に国線のみだけに適用されるものであった。料金の徴収は、運賃と同じように発売を行う駅が属する路線の通貨で換算をした上で行った。
しかし1935年9月1日から特急「あじあ」が哈爾浜まで乗り入れることになったため、特急料金が設定されるとともに急行料金が改正され、額面上社線の料金と同じになった。10月5日の満洲国圓と朝鮮円の等価値化後は、価値の上でも同価値となり、実際に乗車する営業キロに基づいて、社線の駅では朝鮮円、国線の駅では満洲国圓で同一の額面となるように支払えばよくなり、本質的な違いは切符の表記だけになった。
寝台料金は営業キロに依存せず一泊単位で料金が決まっていたため、直通列車の場合でも社線の駅では朝鮮円、国線の駅では満洲国圓で所定の料金を徴収して済ませていた。ただし社線で国線発の、国線で社線発の寝台券を買う場合は、それぞれ国線の寝台料金、社線の寝台料金が適用され、両替を行って発売駅の属する路線の通貨に換算する必要があった。こちらは規程類の整備とともに額面上社線と同一となるような料金設定がなされたため、満洲国圓と朝鮮円が同価値となった後、自動的にそれぞれ所定の通貨で同一額面を支払えばよくなった。

## 附帯事業
国鉄を運行管理していた鉄路総局→鉄道総局は、鉄道以外にも運輸関係の附帯事業をいくつか行っていた。満鉄本体の附帯事業が電気や都市計画などのインフラストラクチャー事業や炭鉱経営など、運輸とは直接的に関係のない事業を主としていたのと対照的に、こちらは運輸関係の事業が主であった。

### バス事業
国鉄発足当時、満洲国内でのバス事業は都市内のみに限られており、日本の省営バス（国鉄バス）のように都市同士を結ぶ長距離の路線バスは全くなく、白紙の状態であった。つまり、これから新規事業者が続々と生まれる可能性があったのである。
しかし満洲国政府としても鉄路総局としても、国鉄の鉄道路線のことを考えた場合、民間資本に自由に経営参入されることは好ましからぬことであった。鉄道そのものに不経済な路線が多いため、そこで別個にバスの経営が行われてしまうと、鉄道の果たすべき地域産業の振興力や開発力が阻害されて低下してしまい、国鉄にとっても満洲全体にとってもよろしくないと考えたのである。
そこで満洲国政府では、1933年に国道の予定線を決めた際、バス路線のうち、鉄道と競争になる路線、鉄道の代替になる路線、治安維持上経済開発上重要な路線については国鉄が兼営することとし、残りを民営とすることを決定した。これにより、国鉄のバス事業が各鉄路局の兼営事業として国道上で開始されることになる。
鉄路総局の方でも同年3月1日の発足時から旅客科自動車係としてバス担当部署を設置し、3月20日には奉山鉄路局の路線として北票-朝陽間を開業させ、その後徐々に路線網を伸ばして9月までに熱河省全域を営業圏内に収めた。この路線拡大により、9月19日には旅客科自動車係が自動車科として独立。国道建設工事の進捗に合わせ、関東州を含めた満洲国内全域にわたる路線網の計画を立て始めた。
ただし、路線の拡大には困難が伴った。まず問題となったのが悪路である。「国道」といっても砂利も入っていない未舗装道路で、すぐに雨や雪解けでぬかるみとなり通行不能となる一方、乾燥する時期には砂塵が舞ってタイヤを傷めることが多かった上、ただでさえ関税がかかって高いガソリンを余分に消費する羽目となった。それに満洲という土地の性質上、都市を出るとすぐに曠野で人口ががた落ちするため、路線そのものは非常に長いにもかかわらず収益が上がりづらくなっていた。この他、僻地に入る路線などでは、警備のために現地に人員を配置したり警備車輛をつけたりせねばならず、補給も満足に行かないため余分に人が必要になるなど人件費もかさみ、大いに現場を悩ませることになった。
それでも数年後の1936年までには各鉄路局が必ず数路線はバス路線を兼営し、自動車営業所が各地に設置されるところまで発達した。1939年の鉄道一万キロ達成時に満鉄が作成した映画内では、その営業キロは2万キロにまで伸展したと語られている。

### 水運事業
国鉄に特有の珍しい附帯事業である。ここでの「水運」とは船を用いて河を航行する舟運のことで、満洲北部、いわゆる北満から沿海州方面に横たわる大河、松花江や黒竜江、ウスリー江を上り下りするものである。その規模は連絡船程度のものではなく、起点から終点まで3日から長い場合11日かかるほどの大規模なものであった。
このような舟運事業が始まった背景には、これらの河が大きな船の航行に適する大河であること、そして松花江が黒竜江の支流ながら北満の穀倉地帯を横断しており、鉄道では回収しきれない貨物収入が見込まれることにある。
これらの河における舟運に列強が関わった歴史は古く、1854年にロシアが黒竜江を通商に用いたのを嚆矢とする。1858年にロシアは璦琿条約によって、さらに松花江の航行権も獲得し、自国領内のウスリー江と合わせて70年近くロシアがその利権を握っていた。
ここに鉄道と同じく1920年頃から奉天軍閥によって「利権回収運動」が始まり、1924年に松花江のロシア船航行が禁止され、1926年には全ての船舶と埠頭が奉天軍閥側に没収された。奉天軍閥ではこれを「東北海軍江運処」に管理させ、さらに「東北航務局」に経営委託するようになった。またこの他、奉天軍閥江防艦隊に「広信航業処」という水運部門があった。
奉天軍閥が崩壊し、満洲国が成立するとこれらは鉄道同様満洲国交通部がその利権を受け継ぐことになり、1933年3月1日の鉄路総局発足と同時に経営委託されることとなった。この時点で満洲事変などのために、各河川の船の航行はほぼストップしており、鉄路総局ではまず哈爾浜-大黒河-漠河間という、松花江を下り黒竜江を上る航路を復活させた。またこの年、民間船が過度の競争をしてつぶし合いになるのを防ぎ、河川の舟運を統制するために「哈爾浜航業聯合会」を組織している。
翌1934年には、東北航務局・広信航業処など奉天軍閥当時のままであった部署を「哈爾浜水運局」へ統合。また航路も延び、哈爾浜-虎林間という松花江・黒竜江を下りウスリー江に入る航路が復活。また松花江の上流側にも扶余・吉林などへ航路が延びた。
1940年の時点では哈爾浜・佳木斯・黒河を中心に路線が設定され、哈爾浜-富錦が所要4日間で毎日運航、その他は月に6往復から19往復までさまざまであった。

### 埠頭事業
埠頭の管理・営業事業である。埠頭は当時「碼頭」（まとうまたはバンド、英語で「埠頭」を示す"bund"より）とも称した。この場合、埠頭といっても海の埠頭ではなく、上述した水運事業に関わる河の埠頭であり、松花江や黒竜江に設置されているものを対象としていた。
管理は当初はやはり水運と同じくいくつかの部署に分かれていたが、1934年から哈爾浜水運局が一括管理するようになった。
管理していた埠頭は大きく分けて哈爾浜市内とその他に分かれ、前者は八区・頭道街・十二道街・中央大街・三棵樹、後者は富錦・樺川・佳木斯・蓮江口・三姓・黒河があった。これらの中には、上記航路の発着場となっていたものもあった。

### 港湾事業
河の事業である埠頭事業に対し、海の港の管理・営業事業である。これは壺蘆島線の終点・壺蘆島埠頭駅のある壺蘆島港と、河北線の終点・河北駅に隣接する河北港の2つが対象である。この両者はいずれも奉天軍閥が築港の鍬を入れたもので、その名残を受け継いだものである。
壺蘆島港は、渤海に面した不凍港であるばかりでなく、港にふさわしい地形・水深・風向・気温などの条件を備えていたために清の頃から注目されていたのを、奉天軍閥が1930年に満鉄包囲網の一大拠点として、大連港と向こうを張れる巨大港「葫蘆島港」として着工した。しかし満洲事変によって奉天軍閥が崩壊すると工事は停滞。そのうちに満洲国に利権が移転、さらに鉄路総局が委託営業することになり、ついに1933年に建設会社が引き上げてしまった。この事態に鉄路総局側でも工事継続を検討したが、結局1934年から民間船・小型汽船用の港として使用することになり、当初の巨大港構想から大幅に計画を小さくして地方港として発展させることになった。
河北港は、葫蘆島港の完成までの中継ぎとして建設された港である。満鉄営口線の終点・営口駅の向こう岸に位置する港であり、葫蘆島港がなかなか着工に至らなかったため、こちらが奉天軍閥側鉄道の海運拠点として長く稼働し、大いに満鉄の脅威となった。しかしこれも奉天軍閥崩壊によって満洲国に利権が移転、さらに鉄路総局が管理するところとなった。かつて満鉄を脅かすほどの荷役があった港としては、非常に造りが粗く、3つあった埠頭のうち石炭専用の1つを除くと使えるのは実質1つだけであったという。このため港としての稼働率は低かった。
また河北港には営口まで連絡船が通っており、1934年8月からは客貨の直通連絡運輸を開始している。